# المنارة (البقاع)

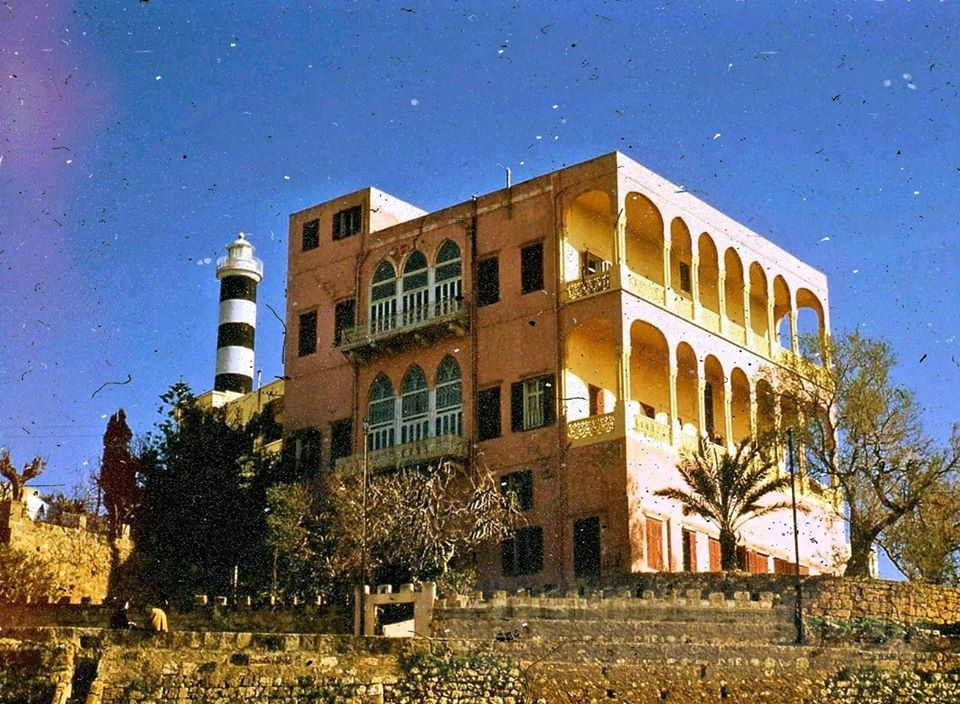
تبيّن الصورة بيت الزهر في مدينة المنارة، لبنان 1965

المنارة هي إحدى القرى اللبنانية من قرى قضاء البقاع الغربي في محافظة البقاع.
تقع عند أسفل السفح الغربي لسلسلة جبال لبنان الشرقية، وهي تتبع إدارياً قضاء البقاع الغربي.
تبعد المناره (حمارّة) (ب-غ) 65 كلم (40.391 مي) عن بيروت عاصمة لبنان و7 كلم عن المصنع، وتقع على ارتفاع ترتفع 1060 م (3805.96 قدم - 1268.576 يارد) عن سطح البحر وتمتد على مساحة 1413 هكتاراً (14.13 كلم²- 5.45418 مي²). 
مناخها معتدل مع بعض البرودة في فصل الشتاء. طبيعتها متنوعة، ففيها المنبسطات السهلية والوديان والجبال التي يبلغ ارتفاع اعلاها حوالى 1529 متر (وادي الأرز)، وتغطيها غابات من الأشجار الكثيفة.
تحدها من الشمال بلدة الصويري، ومن الغرب السلطان يعقوب، ومن الجنوب والشرق عيتا الفخار.
يمكن لزوارها ان يصلوها عبر طريق عام المصنع – راشيا.
هي اليوم منارة البقاع الغربي علماً وثقافة وتاريخاً. معبدها الروماني واحد من شواهد حضارات متعاقبة عرفتها هذه البلدة المميزة بطبيعة حافظت على نقائها بعيداً عن التلوث والمدنية.

## التسمية
كانت في الماضي تدعى حمّارة، والاسم يأتي من تربتها الحمراء حسب البعض، أما بالسريانية فتفسيره رائحة العنبر الزكية.
في الجغرافيا:
تقع بلدة المنارة عند أسفل السفح الغربي لسلسلة جبال لبنان الشرقية، وهي تتبع ادارياً قضاء البقاع الغربي.
ترتفع عن سطح البحر حوالى 1200 متر، مناخها معتدل مع بعض البرودة في فصل الشتاء. طبيعتها متنوعة، ففيها المنبسطات السهلية والوديان والجبال التي يبلغ ارتفاع اعلاها حوالى 1500 متر، وتغطيها غابات من الأشجار الكثيفة.
يحد المنارة شرقاً عيتا الفخّار، ومن الشمال الصويري، أما جنوباً فبلدة عزة، وغرباً السلطان يعقوب الفوقا. تشكّل السفوح الغربية خزّان المياه الذي طالما روى البلدة، فعلى خط علوّه 1053م ينابيع وعيون ظلت مصدر المياه الوحيد للمنارة حتى العام 1960، اما اليوم فهي اماكن سياحية جميلة قامت البلدية بتأهيلها وإحاطتها بزنار أخضر أخاذ ما جعلها مقصداً للزوّار. ومن أهم هذه العيون: عين الفوقا، وعين الحالفين، وعين القنا.

## تاريخ المنارة

### الآثار القديمة
تعرف المنارة بتاريخها القديم الحافل وقد كان فيها الكثير من آثار اختفت اليوم معالم بعضها، ومنها كنائس قديمة. فثمة بقايا من كنيسة القديس جاورجيوس، وآثار مسجد قديم يقال انه يعود إلى العام 1018 هجري. وهنالك مغاور كانت مأهولة في العصور الأولى، قامت وزارة السياحة بنقل بعض موجوداتها.

### المعبد الروماني
أما الشاهد الأعظم على تاريخ هذه البلدة فهو معبد المنارة، أو القصر كما يدعوه الأهالي، أو كنيسة عين قنيا قديماً. يبعد المعبد حوالى 3 كلم شمال شرق البلدة، في موقع بيئي وصحي بعيد عن الضجيج تحيط به الأشجار الحرجية المتنوعة، ما يجعله موقعاً هادئاً ينصح الأطباء بزيارته، خصوصاً ذوي الأمراض الصدرية. وتقول المعلومات ان المعبد كان في البدء عبارة عن غرفة خاصة بأحد الرهبان ثم زيدت عليه الغرف والقاعات والأعمدة، وهذا ما تؤكده الكتابات المنقوشة على حجارته والتي تشمل أسماء البنائين.
ويقال انه كان مقبرة قبل ان يتحوّل إلى معبد نظراً إلى المقابر المنتشرة حوله. وفي دراسات قام بها خبراء من قبل مديرية الآثار في الثمانينيات، صنّف المعبد ضمن الآثار البيزنطية، وقد كان كنيسة بنيت بعد الميلاد بحوالى 300 سنة يلفّها حزام من المقابر القديمة المحفورة بالصخر والتي تعود إلى العام 402 ق.م.
تحول هذا المعبد في وقت لاحق إلى معصرة للعنب لصناعة الخمر كما يدلّ بعض الآثار القائمة فيه إلى اليوم. وهذا الموقع الأثري الموجود على المقلب الجنوبي لوادٍ كان طريقاً للقوافل عبر هضبة الحمّارة وصولاً إلى سوريا. ويبدو ان هذا المعبد مرت عليه حقبات ثلاث مثّل خلالها دوراً هاماً في محيطه: الرومانية، ما قبل البيزنطية، والوسطى. لكنه من الصعب تحديد الوظيفة الأولى لبنائه، فليس هنالك خريطة واضحة له كمعبد أو ككنيسة. ويرجح ان تحويله إلى موقع مسيحي أدّى إلى ولادة الدير، الأمر الذي يبدو واضحاً من خلال الغرف المضافة حول القاعة الأساسية. يتألف القصر حالياً من آثار تتحدى الزمن فهو هرم مربّع الشكل يقوم في داخله مذبح تحيط به أعمدة قصيرة القامة نوعاً ما ومنتفخة عند وسطها. وعلى الساكف الذي يعلو باب المدخل نقش طويل هو عبارة عن نص يوناني ذكرت فيه آلهة كثيرة منها زوس، وملوك منهم أغسطس قيصر، إضافة إلى تمنّي الثروة والدوام لعين قنيا كما سميت آنذاك. نشر هذا النص شاكر غضبان الذي تكلّم عن هيكل مقدّم للعبادة الامبراطورية مرتكزاً في ذلك إلى جمع الالهة روما مع امبراطور ذلك العصر في النص.
وتزخر قاعة الأعمدة بنقوش وآثار بينها صلبان منقوشة على الجدران والأعمدة، وخصوصاً الصليب البيزنطي البارز على الجهة الشرقية. وتتألف القاعة من خمسة اعمدة من الشرق وخمسة من الغرب وستة من الجنوب ومثلها من الشمال مع بعض الجدران الموزعة هنا وهناك. وكانت بعثة ألمانية اكتشفت خلال دراستها للموقع داخل صف الأعمدة صدر كنيسة لم تعد واضحة المعالم اليوم. وقد صنّف هذا المعبد ضمن الآثار اللبنانية الهامة، وأدرج على الخارطة السياحية. وفي مواقع أثرية أخرى بعض المقابر الموزعة على السلسلة الشرقية والتي تعود إلى العهد الروماني. اما آثار بعض البيوت التي كانت احياء قديمة تقع على السفح الغربي في منطقة السلطان يعقوب، فهي تعود للعهد البيزنطي.

### عاصمة المنطقة
يقال ان البلدة كانت عاصمة منطقة واسعة امتدت من كفرزبد وصولاً حتى كامد اللوز، وينقل الدكتور فؤاد افرام البستاني عن مؤرّخ فخر الدين الخالدي الصفدي، ذكره لمعركة عنجر على انها حصلت قرب الحمّارة وهو دليل على أهميتها التاريخية. أمّا عيسى المعلوف فيشير إلى وجود اسم البلدة «حمّارة» محفوراً على أحد أعمدة بعلبك. لكن الاسم تغيّر بموجب قانون صدر من مجلس النواب العام 1968 بناء على طلب الأهالي، ومنذ ذلك الوقت باتت البلدة تحمل اسم المنارة.

## المنارة الآن

### الاكتفاء الذاتي
المنارة مدينة صغيرة لديها اكتفاء ذاتي مختلف المجالات، ولا يحتاج اهلها للخروج منها سوى لإجراء المعاملات الرسمية. ففي البلدة ثلاث مدارس: ثانوية المنارة الرسمية، ومتوسطة المنارة الرسمية الأولى والثانية. زراعياً تشتهر البلدة بعدسها المعروف بعدس «حمّارة»، ويزرع أهلها البطاطا والشمندر والقمح والحمص، إضافة إلى أشجار اللوز والجوز والتين والزيتون والمشمش والكرز والتفاح والخوخ والإجاص والعنب إلى القثاء والبطيخ. أما من ناحية الإنتاج الصناعي، ففي البلدة معمل لتصنيع الأجبان والألبان، ومعمل لنسج الخيوط، ومعامل حدادة افرنجية ومنشرة أخشاب ومطحنة حبوب إضافة إلى ورش ميكانيك السيارات. في ما يتعلق بالخدمات الصحية، في البلدة مستشفى خاص يعمل فيه أبناء البلدة وبناتها الذين تخصصوا في هذا المجال، من أطباء وممرضات، ويضمّ المستشفى الاختصاصات كافة.

### تحسينات المجلس البلدي السابق
و قام المجلس البلدي منذ وصوله بتجهيز مبنى البلدية حتى أصبح إدارة رسمية بكل ما للكلمة من معنى وهو يعكس الحالة الإنمائية والاجتماعية في البلدة. كذلك قمنا بشق وتعبيد ما يزيد عن 25 الف متر مربع من الطرقات الداخلية أي ما يعادل أكثر من مسافة 6 كلم، وتأهيل وتوسيع عدة طرقات مع إقامة حيطان دعم على جوانبها للسلامة العامة. وتمّ إنشاء عبّارات وأقنية لتصريف مياه الأمطار، وتلزيم وصيانة للشبكة العامة للكهرباء.

### من الناحية الثقافية
تقوم البلدية بتقديم المساعدات للمدارس مع تشجيع للنشاطات الثقافية والرياضية، كما تهتم بالآثار المنتشرة على أرضها وخصوصاً سلامة المعبد. وقد أقامت دورة صيفية لتعليم اللغة الإنكليزية للمهتمين من أبناء البلدة، وأحيت أمسيات شعرية ومحاضرات طبية متنوعة. وفي الإطار البيئي والصحي كانت الأولوية لتلزيم النفايات لجمعها ولإبقاء البلدة نظيفة وخالية من الامراض والروائح الكريهة، إضافة إلى رشّ المبيدات لإبعاد الحشرات والقوارض. وعلى المدخل الشمالي للبلدة اقيمت حديقة عامة كما تمّ غرس ما يزيد عن 5 آلاف شجرة حرجية ومثمرة. وشجعنا زراعة الكستناء كزراعة بديلة عن الزراعات التقليدية، وقد نجحت هذه الزراعة بشكل كبير في البلدة. وتسهر البلدية على تحليل مياه الشرب في المختبرات المتخصصة بشكل دوري وكلما دعت الحاجة. وثمة مشاريع للمجلس البلدي اولها تحديث المدخل الرئيس للبلدة وتحسين طريق منطقة الآثار وتأهيلها، مع إقامة منطقة سياحية تضم مواقف ومحلات ومقهى ومطعماً لتشجيع الزوار على ارتياد هذا الموقع الأثري، ما يساهم في تنمية البلدة.
المنارة بلدة مميزة بتاريخها وحاضرها، اهلها مسالمون وتشكل الوظيفة في القطاع الرسمي مصدراً اساسياً لمعيشتهم وخصوصاً في التعليم والسلك العسكري، وهم يعتبرون ان الإنسان يغتني بثقافته وعلمه.

### المدارس
ثانوية المنارة الرسمية
متوسطة المنارة الرسمية الأولى
متوسطة المنارة الرسمية الثانية
مركز دار الحنان للايتام
مركز دار الامان